# Louis Schmeisser
Louis Schmeisser (* 5. Februar 1848 in Zöllnitz bei Jena; † 23. März 1917 in Suhl) war ein deutscher Waffenkonstrukteur. Mit seinem Namen sind Entwicklung und Produktion der Pistolen und Maschinengewehre der Theodor Bergmann Waffenfabrik in der Zeit bis zum Ersten Weltkrieg eng verbunden. Louis Schmeisser ist der Vater der Waffenkonstrukteure Hugo Schmeisser (1884–1953) und Hans Schmeisser.